# Eiki Eiki
Eiki Eiki (jap. 影木 栄貴; * 6. Dezember 1971) ist eine japanische Mangaka aus Tokio, die seit 1998 Mangas zeichnet. Die meisten ihrer Manga gehören zum Genre Boys Love. Ihr bürgerlicher Name lautet Eiko Naitō (内藤 栄子, Naitō Eiko).
Eiki Eikis Großvater ist der frühere Premierminister Noboru Takeshita. Der J-Pop-Sänger Daigo ist ihr Bruder. Zu ihren Freunden gehört die Mangaka Mikiyo Tsuda, auch unter dem Pseudonym Taishi Zaō bekannt. Beide arbeiten oft zusammen und Eiki Eiki tritt auch manchmal als Tsudas Managerin auf. Zwischen ihrem Werk Train Train und Tsudas Princess Princess zeichneten beide auch Cross-Over, zuerst Eiki Eiki mit Tore×Puri (トレ×プリ), das in Princess Princess Band 3 abgedruckt wurde, und dann Tsuda mit Puri×Tore in Train Train Band 2.
Ab 2006 erschienen in kurzer Folge mehrere ihrer Mangas auf Deutsch bei Egmont Ehapa. Eiki Eiki war Gast des Comic-Salons Erlangen 2008.

## Werk
Die vor allem jungen, männlichen Figuren ihrer Werke sind als typische Bishōnen gezeichnet: androgyn, weiche Gesichtszüge, spitz zulaufende Kinnpartien und Mandelaugen. In den oft vorherrschenden humoristischen Szenen werden die Charaktere im Super-Deformed-Stil dargestellt. Als Hintergründe nutzt sie meist abstrakte Muster, daneben auch realistisch, aber einfach gehaltene Alltagsszenen. Dazu setzt sie häufig Rasterfolie ein. Auch Geschichten mit tragischeren oder dramatischerem Hintergrund erzählt Eiki Eiki mit Humor und einer positiven Grundstimmung. Die inhaltliche Bandbreite reicht von der Komödie Train Train, in der es um einen fast ausschließlich von schönen jungen Männern betriebenen Bahnhof geht, ohne dass gleichgeschlechtliche Beziehungen vorkommen, hin zu ernsthafteren Geschichten um homosexuelle Romanzen mit persönlichem Drama oder politischen Verwicklungen wie Dear Myself und Prime Minister. Ihre aktuelle Serie, humoristische Love Stage!! dreht sich um die Liebe zwischen einem angehenden Mangaka und einem Schauspieler.
Die deutsche Zeitschrift AnimaniA lobt Eiki Eikis souveränen Erzählstil und die gelungene Vermittlung auch ernsthafter Themen mit einer positiven Stimmung und aufgelockert durch Situationskomik. Eiki Eiki sei eine der beliebtesten Zeichnerinnen des Genres. Jason Thompson nennt Eiki Eikis Geschichte Dear myself streckenweise ambitioniert und einfühlsam erzählt, jedoch ruinierten einige lieblose Szenen das Werk. Ren’ai Kōfukuron sei bereits etwas besser erzählt. Ihren Zeichenstil beschreibt er als „hastig und beliebig“.

## Bibliografie
in Deutschland erschienen:
- Kiss, Ehapa Comic Collection, Juli 2006, ISBN 3-7704-6535-0 in Japan als: 運命にKISS / Unmei ni Kiss, Shinshokan, April 1998, ISBN 4-403-61494-9 (1 Band)
- Dear Myself, Ehapa Comic Collection, 2007 in Japan als Dear Myself und World’s End, 1998–1999 (2 Bände)
- Yuigon, Ehapa Comic Collection, September 2006, ISBN 3-7704-6429-X in Japan als 遺言, Shinshokan, Dezember 2002, ISBN 4-403-66066-5 (1 Band)
- Color (2006, 1 Band, gemeinsam mit Taishi Zaō; Japan: 1999)
- Prime Minister (2007, 4 Bände; 世紀末プライムミニスター, Seikimatsu Puraimu Minisutā, Japan: 1998–2001)
- Train Train (2007, 3 Bände; トレイン☆トレイン, Torein Torein, Japan: 2002–2005)
- Frühling, Sommer, Herbst und Winter (2011, 1 Band, gemeinsam mit Taishi Zaō; 春夏秋冬, Haru Natsu Aki Fuyu, Japan: 2007)
- Love Stage!! (2011–2016, 7 Bände, gemeinsam mit Taishi Zaō)
- Back Stage!! (Light Novel, 2011–2013, 3 Bände, gemeinsam mit Taishi Zaō und Kazuki Amano)

weitere Werke:
- Ren’ai Kōfukuron (恋愛幸福論, 2001, 1 Band)
- D² – Zassōkan no Shūnin-tachi (D²〜雑草館の住人たち〜, 2007)
- Eiki Eiki no Notchaketai!! (エイキエイキのぶっちゃけ隊!!, 2009, 1 Band): Comic-Essay über ihre Familie
- Ren’ai Idenshi XX (恋愛遺伝子ＸＸ, 2009–, gemeinsam mit Taishi Zaō)
- Scissors Sisters (シザー・シスターズ, 2011–, gemeinsam mit Daigo und Marico)[2]